# Ena Cardenal de la Nuez
Ena Cardenal de la Nuez (Las Palmas de Gran Canaria, 1968) es una diseñadora gráfica y directora de arte española. Sus diseños han obtenido numerosos premios, entre los que se encuentran los D&DA Awards, Type Directors Club New York o varios Premios ADG Laus.

## Trayectoria
Estudió Ciencias de la Información en la Universidad Complutense de Madrid (UCM). Entre 1996 y 2002 trabajó como directora de arte en agencias de publicidad como Tiempo BBDO (Batten, Barton, Durstine y Osborn) y la internacional TBWA.
Desde entonces, trabaja como diseñadora independiente realizando proyectos gráficos de identidad corporativa, publicaciones y catálogos, para, principalmente, instituciones y profesionales de la cultura como el Centro Atlántico de Arte Moderno (CAAM) de Gran Canaria, el Instituto Cervantes, La Casa Encendida, Casa África, El Museo del Barrio de Nueva York, el Museo Nacional Centro de Arte Reina Sofía, la Biblioteca Nacional de España, el Museo Picasso Málaga, el Empu Sendok Arts Station de Yakarta en Indonesia, o la Feria del Libro de Madrid.
Aparte de su faceta creativa, Cardenal ha trabajado como docente en el área de diseño gráfico en el Istituto Europeo di Design y ha impartido seminarios y talleres en la escuela ELISAVA Escuela Universitaria de Diseño e Ingeniería de Barcelona, el Máster de Maestría en Museología y gestión cultural de la Universidad de La Laguna y en el Máster Oficial en Arte Contemporáneo de la Universidad Europea de Madrid.
Cardenal vivió en Nueva York, donde entre otros trabajos realizó la imagen del Instituto Cervantes de esta ciudad. Actualmente, reside entre Madrid y Las Palmas de Gran Canaria.

## Reconocimientos
En 1998, Cardenal recibó un "Bronze" del New York Festival por un cartel para la empresa japonesa de tecnología Canon. A lo largo de su carrera, ha recibido numerosos premios nacionales e internacionales por sus trabajos de diseño como los premios británicos D&AD Awards en diferentes años (2008, 2009, 2010, 2012, 2013, 2014), el Premio "50 Books / 50 Covers" que otorga la asociación de profesionales del diseño americana AIGA (2009, 2017) y varios Type Directors Club (2008, 2009, 2010, 2013, 2017).
En 2013, la Revista Gràffica de Valencia incorporó el nombre de Cardenal en su ranking Top 10, creado para reconocer a las directoras de arte más destacadas de España con motivo del Día Internacional de la Mujer, formado también por Pati Núñez, Monika Buch, Astrid Stavro, P.A.R (Iris Tárraga y Lucía Castro), Todaunadama (Inés Arroyo, Ana Martínez y Emanuela Mazzone), Clara Montagut, Sonia Sánchez, Marta Cerdà y Mara Rodríguez.
En España, recibió en 2016 el Premio Gràffica y ha ganado varios premios ADG Laus de Diseño Gráfico y Comunicación Visual. En 2014, recibió el Laus Oro por trabajo editorial El Protectorado español en Marruecos, premio que se sumó al ‘In Book’ obtenido en los D&AD 2014 y al Creative Review Annual. El mismo premio, en su categoría "Bronze", lo ganó con el libro Cinematografías de África, reconocido también por el londinense The Creative Review Annual, y con el cartel de la Feria del Libro de Madrid el año 2018 (Laus de Plata).